# The Empty Child
"The Empty Child" (intitulado "A Criança Vazia" no Brasil) é o nono episódio da primeira temporada da série de ficção científica britânica Doctor Who, transmitido originalmente através da BBC One em 21 de maio de 2005. É a primeira de uma história dividida em duas partes, sendo concluída em "The Doctor Dances" na semana seguinte. Ambos foram escritos por Steven Moffat e dirigidos por James Hawes.
No episódio, o alienígena viajante do tempo conhecido como o Doutor (Christopher Eccleston) e sua acompanhante Rose Tyler (Billie Piper) chegam em 1941 durante a Blitz em Londres, onde descobrem que a cidade foi aterrorizada por uma criança estranha com uma máscara de gás que pergunta repetidamente por sua mãe.
O episódio marca a primeira aparição de John Barrowman como o capitão Jack Harkness, que se tornaria um personagem recorrente na série e o protagonista do spin-off Torchwood. "The Empty Child" foi assistido por 7,11 milhões de espectadores no Reino Unido e foi considerado pelos críticos entre uns melhores do programa, ganhando o Prêmio Hugo de 2006 de Melhor Apresentação Dramática, Forma Curta.

## Enredo

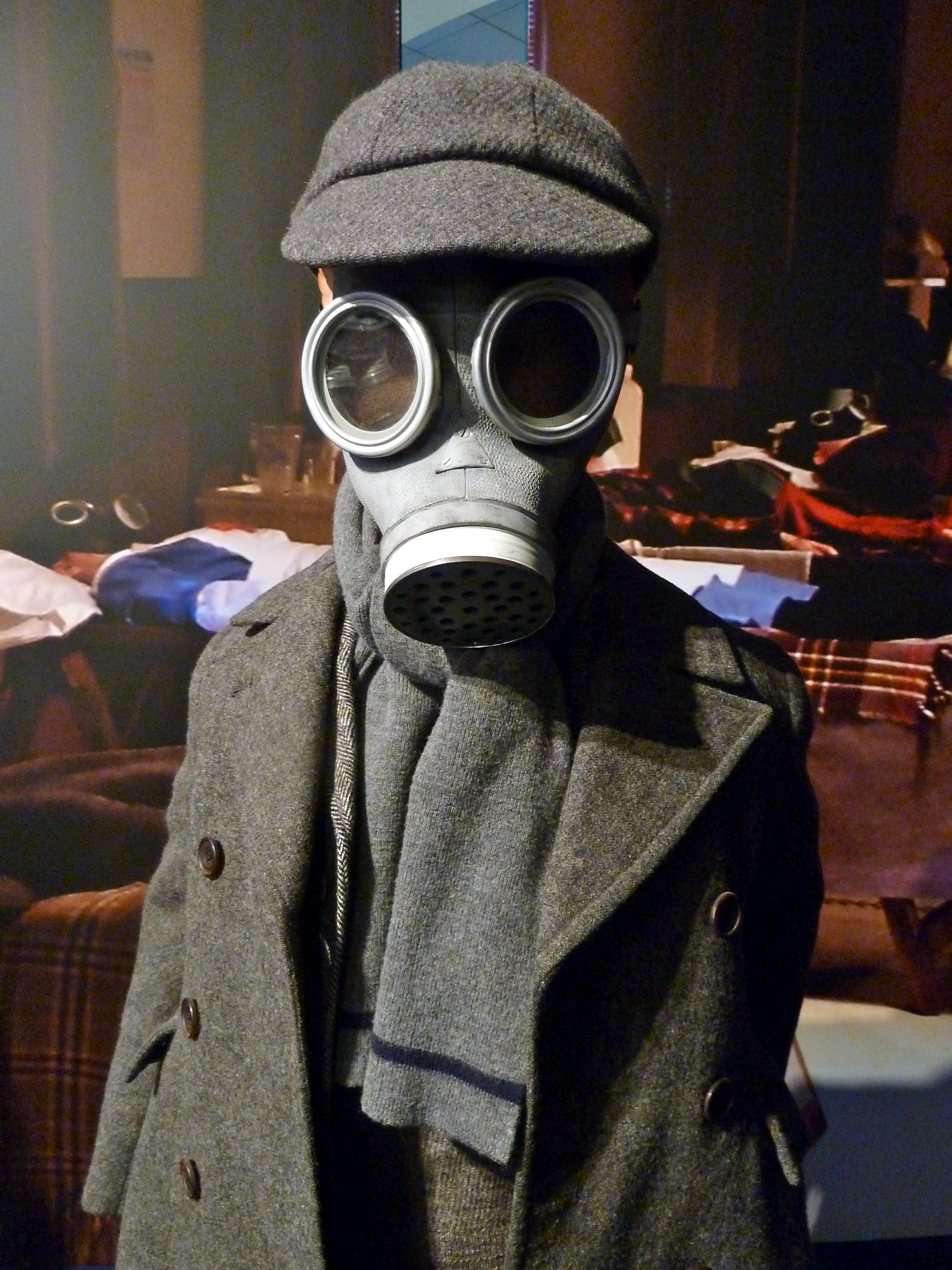
A Criança Vazia vista no episódio em exibição na Doctor Who Experience.

O Doutor e Rose seguem um cilindro de metal que viaja no tempo até Londres em 1941 durante a Blitz. O Doutor tenta rastrear o cilindro, enquanto Rose descobre um garoto usando uma máscara de gás em um telhado próximo. Ela sobre em uma corda, mas percebe tarde demais que aquilo é o cabo de amarração de um balão barragem e é carregada para fora do chão. O Capitão Jack Harkness, um antigo agente do tempo do futuro se passando por um oficial da Força Aérea Real, a resgata com sua nave espacial camuflada antes que caia. Jack confunde Rose com um cliente em potencial de um objeto que ele está disposto a vender e ela entra na brincadeira, mas insiste que precisa discutir o assunto com seu parceiro antes de comprá-lo.
Enquanto isso, o Doutor retorna à TARDIS e encontra o telefone dela tocando; apesar do aviso de Nancy, uma jovem mulher próxima, para não atender, ele atende, escutando a voz de uma criança perguntando "Você é minha mamãe?" Ele segue Nancy até uma casa vazia devido às recentes sirenes de ataque aéreo, onde Nancy e algumas crianças órfãs comem uma refeição abandonada pelos donos da residência. O Doutor tenta aprender mais com ela, mas o garoto da máscara bate na porta. Nancy ordena que as crianças saiam pela entrada dos fundos e avisa o Doutor para não tocá-lo. O Doutor alcança Nancy e a convence a lhe dar mais informações, que revela que sabia que o cilindro caiu perto de um hospital próximo e sua aparição está ligada ao garoto.
O Doutor chega ao hospital e descobre vários pacientes com sintomas idênticos, incluindo máscaras de gás fundidas aos seus corpos. O Dr. Constantine explica que Jamie, irmão de Nancy, foi o primeiro paciente com esses sintomas. De repente, Constantine se transforma em outra pessoa usando máscara de gás quando Rose e Jack chegam, que admite que o cilindro é apenas um transporte médico Chula inútil que ele enviou à Terra para enganar o Doutor e Rose. Os pacientes convertidos de repente se levantam de suas camas e convergem para o trio, todos perguntando "Você é minha mamãe?". Nancy, que havia retornado para casa para pegar mais comida, também é encurralada por Jamie, o menino, que estende a mão para ela.

## Produção
Este episódio teve o título provisório de "Segunda Guerra Mundial". As primeiras versões do roteiro citavam o título como sendo "An Empty Child". Esta é uma referência a "An Unearthly Child", o primeiro episódio de Doctor Who. As informações da programação de televisão do episódio e a capa do DVD também mencionam que "Londres está sendo aterrorizada por uma criança sobrenatural". No discurso inicial de Davies, o Capitão Jack era originalmente chamado de "Capitão Jax", um soldado alienígena interestelar. O nome Jax acabou sendo abandonado, assim como a caracterização original de Jack, sendo, em vez disso, um vigarista humano do século LI.
As filmagens ocorreram durante o quarto bloco de produção da primeira temporada. As tomadas de efeitos especiais foram concluídas na Unidade Q2 em Newport em 17 e 18 de dezembro de 2004. De 4 a 8 de janeiro e de 11 a 14 de janeiro, cenas no Cardiff Royal Infirmary foram filmadas. Em 9 e 10 de janeiro, cenas filmadas em becos foram gravadas na Womanby Street em Cardiff. As cenas no bar também foram filmadas em 10 de janeiro na Headlands School em Penarth. A cena em que Rose se pendura no balão barragem foi filmada em um hangar na RAF St Athan e depois no Vale of Glamorgan, em 17 de janeiro. De 18 a 20 de janeiro, as filmagens envolvendo a nave de Jack e a TARDIS ocorreram no estúdio da Unidade Q2. Cenas extras da TARDIS foram filmadas em 7 de fevereiro. As cenas na casa de Lloyd foram filmadas em 28 de janeiro. A Glamorgan House em Cardiff foi usada para a cena do clube dos oficiais em 8 de fevereiro. As filmagens também ocorreram na Barry Tourist Railway. Barry Island e seu acampamento de férias Butlins, agora demolido, já haviam sido o local de filmagem do serial do Sétimo Doutor, Delta and the Bannermen.
O som do crânio do Dr. Constantine estalando enquanto seu rosto se transforma em uma máscara de gás foi considerado assustador demais em sua forma completa pela equipe de produção e foi cortado antes da transmissão. No entanto, o escritor Steven Moffat afirmou no comentário de DVD do episódio que o som foi discutido, mas nunca colocado. De acordo com o episódio "Fear Factor" de Doctor Who Confidential, o efeito foi adicionado na versão do episódio apresentada no box set The Complete First Series. O casting para o Capitão Jack Harkness começou por volta de junho com consideração especial a John Barrowman a pedido da produtora executiva Julie Gardener.
Ao contrário dos episódios anteriores, os trailers do "próximo episódio" foram exibidos após os créditos finais, em vez de imediatamente antes deles, possivelmente em reação aos comentários após "Aliens of London" sobre o cliffhanger daquele episódio ter sido espoliado.
O escritor Steven Moffat diz no comentário do DVD que a resposta do Doutor a Rose perguntando como ela deveria chamá-lo ("Doctor who?") seria originalmente, "Eu prefiro Doctor Who do que Star Trek", uma crítica metaficcional a este último programa. Esta é a primeira história televisionada de Doctor Who a fazer uma referência direta a Star Trek. A nave Chula foi nomeada em homenagem a Chula, um restaurante de fusão indiano/bengali em Hammersmith, Londres, onde os escritores celebraram e discutiram seus resumos sobre os roteiros que deveriam escrever para a temporada após serem comissionados por Russell T Davies.
O episódio foi inicialmente menor em escala e pessoal com o escritor Steven Moffat dizendo que "não havia um grande inimigo e o maior fator de medo era um garotinho procurando por sua mãe. Doctor Who pode ser pequeno e doméstico e brilhantemente eficaz."

## Transmissão e recepção
"The Empty Child" foi assistido por 6,6 milhões de espectadores no Reino Unido durante a noite de estreia, uma participação do público de 34,9%. Quando a audiência final foi calculada, o número subiu para 7,11 milhões de espectadores. O episódio recebeu uma pontuação no Índice de Apreciação do Público de 84.
A SFX Magazine afirmou que a história tinha "tudo", elogiando particularmente o roteiro de Moffat. Em 2012, Dave Golder da revista rotulou "The Empty Child" como um bom exemplo de "episódio de ficção científica infantil assustador". Dek Hogan do Digital Spy não gostou de Barrowman como o Capitão Jack, mas o chamou de "episódio particularmente assustador da temporada", apesar de Jack e "da brevidade da pequena participação especial de Richard Wilson". Mais tarde, ele chamou "The Empty Child" e "The Doctor Dances" de os melhores episódios da temporada. O crítico da revista Now Playing, Arnold T. Blumburg, deu ao episódio uma nota "B", descrevendo-o como "sólido" com elementos da série original, embora tenha notado que muita coisa foi jogada no público e ele não ainda tinha ficado impressionado com o Jack de Barrowman.
Em uma pesquisa realizada pela Doctor Who Magazine em 2009, a história foi classificada como o quinto melhor episódio de Doctor Who. Em uma pesquisa semelhante realizada em 2014, os leitores classificaram a história de duas partes como a sétima melhor história de Doctor Who de todos os tempos.  O The Daily Telegraph nomeou a história como a quarta melhor do programa em 2008. Em 2011, antes da segunda metade da sexta temporada, o The Huffington Post rotulou "The Empty Child" e "The Doctor Dances" como um dos cinco episódios essenciais para novos espectadores assistirem. Em 2013, a Doctor Who TV classificou a Criança Vazia como o vigésimo vilão mais assustador da série.
"The Empty Child", junto com sua conclusão "The Doctor Dances", ganhou o Prêmio Hugo de 2006 de Melhor Apresentação Dramática, Forma Curta.